# Dicranum lophoneuron
Dicranum lophoneuron är en bladmossart som beskrevs av C. Müller 1851. Dicranum lophoneuron ingår i släktet kvastmossor, och familjen Dicranaceae. Inga underarter finns listade i Catalogue of Life.